# 경천군 이해룡 사패지 송금비
경천군 이해룡 사패지 송금비(慶川君 李海龍 賜牌地 松禁碑)는 조선시대 임진왜란 전후 일본과의 화평 교섭에서 큰 역할을 수행하여 경천군으로 봉해진 이해룡(李海龍)에게 1614년 광해군이 하사 한 토지의 경계 지역 내의 소나무를 무단으로 침범 혹은 벌목하는 것을 금하기 위해 세운 비석이다.
송금(松禁)이란 역사적으로 국가가 필요로 하는 목재를 확보하기 위하여 소나무의 생장에 적당한 곳을 선정하여 보호하고 벌목하지 못하게 하는 것으로, 일찍이 고려 시대부터 시행되어 조선시대에는 금산(禁山)과 봉산(封山)의 제도가 있어서 소나무 숲의 벌목이 엄하게 다스려졌다.
이 송금비는 그동안 문헌상으로만 확인할 수 있었던 조선시대 임업정책의 실례를 방 증하는 유물로서, 이 비를 통해 태조 때부터 고종 때까지 일관되게 시행된, 오늘날의 자연환경 보존정책이라고 할 수 있는 조선시대 송금 정책의 일면을 잘 살펴 볼 수 있다. 송금비는 모두 비교적 원형을 잘 유지하고 있고, 이 비가 송금비로서는 전국적으로 유일한 사례이자 조선시대 임업사에서 중요한 유적이라는 점에서 가치가 높다. 2기가 확인된 바 있으나, 현재 2기 중 1기는 소재 확인 중에 있으며 우선 남아 있는 1기부터 서울특별시 기념물로 지정되었다.

## 서울특별시 문화재 지정을 위한 조사보고서
<경천군 이해룡 사패지 송금비>는 진관동 산 25번지 일대 북한산 둘레길 내시묘역길 구간 에 위치한다.
송금(松禁)이란 역사적으로 국가가 필요로 하는 목재를 확보하기 위하여 소나무의 생장에 적당한 곳을 선정하여 보호하고 벌목하지 못하게 하는 것으로, 송금 정책은 일찍이 고려시 대부터 시행되었다. 소나무는 병선 등을 만드는 조선재, 건물을 짓는 건축재, 연료재로 쓰이고, 또한 소나무 껍질과 송진 등의 부산물도 다양하게 사용되었으므로 당시에는 매우 중요 하게 생각되었다.
≪고려사≫에 의하면 현종 4년(1013)에 “성내(城內)의 송백남벌을 금함과 아울러 공용(公 用)에 쓸 것 이외에는 시기에 어긋나서 벌송(伐松)함을 일체 금지하였다.”는 기록이 있으며, 조선시대에는 금산(禁山)과 봉산(封山)의 제도가 있어서 소나무숲의 벌목금지가 엄하게 다스려졌다.
태조는 즉위하던 해에 “고려조 종묘의 소나무를 베지 말 것을 명했다”는 기록(上曰且勿伐前 朝宗廟松木)으로 보아 종묘의 소나무 벌채를 금하였고, 1398년(태조 7)에는 경복궁 왼쪽 언덕의 소나무가 말라죽자 부근의 민가를 다른 곳으로 옮겼는가 하면 송충이가 종묘의 솔잎 을 먹자 사람을 동원해서 송충이를 잡게 하기도 하였다.
1407년(태종 7)에는 각도의 수령들에게 소나무를 심을 것과 벌목금지를 명하고 있으며, 1422년(세종 4)에는 금산의 소나무를 베는 사람이 많다면서 이에 대한 처벌방침을 강구하 고 있음이 기록에 보인다.
세조 7년(1461)에는 송금과 관련된 상벌 규정이 제정되었는데, 여기에서는 벌목한 소나무 의 그루 수에 따라 벌목한 자와 산지기에 대한 처벌 내용을 규정하고 있다. 그 내용을 보면 엄벌주의로 임하고 있음을 알 수 있다.
1469년(예종 1)에는 ≪사산송목금벌사목 四山松木禁伐事目≫이 재가되었는데 이것 역시 소나무를 벌채한 자, 또 그것을 감독하지 못한 산직(山直), 사산의 감역관(監役官), 병조·한 성부(漢城府)의 해당관리에 대한 벌칙이 엄하게 규정되어 있다.
이번에 서울시 기념물로 지정되는 <경천군 이해룡 사패지 송금비>는 조선시대 임란 전후 일본과의 화평교섭에서 큰 역할을 수행하며, 경천군으로 봉해진 경주이씨 이해룡(李海龍)에 게 1614년 광해군이 하사한 토지의 경계 지역 내의 소나무를 무단으로 침범 혹은 벌목하는 것을 금하기 위해 세운 비석이다.
경천군의 생몰년은 1546(명종1년)~1618년(광해군 11년)이며, 조선왕조실록 및 《해행총재 (海行摠載)》등의 기록에 의하면 임란 전후하여 조선통신사 수행 역관(譯官) 및 사자관(寫字 官)으로 활동한 인물이다. 본관은 경주(慶州)이며 자는 해수(海叟), 호는 북악(北嶽)이다. 벼슬은 역관·사자관을 거쳐 내섬시주부(內贍寺主簿)에 이르렀다.
경천군 이해룡은 1588년(선조 21)에 황윤길(黃允吉)·김성일(金誠一)을 따라 통신사를 수 행하였고, 임진왜란 중에는 중국에 대한 원군(援軍) 요청, 일본과의 강화 회담 등 전후 막후 교섭 시 통사(역관)로서 주변국의 정세 파악, 사신접대 등 외교 일선에서 활약하였다. 또한 사자관으로서 일본에 많은 글씨를 남기고, 한석봉에 버금가는 글씨라는 명성을 얻었는데 이 러한 공을 인정받아 후에 군(君)에 봉해졌다.
이해룡이 조선통신사 사자관으로 도일(渡日)하여(1590년) 일본 곳곳에 필적을 남기고 당대 의 명필로 명성을 날렸다는 사실은 1590년 조선통신사 부사로서 도일한 김성일이 남긴 《해 사록(海槎錄)》에서 확인할 수 있다.
만력(萬曆) 18년(1590, 선조 23) 봄에 일본 추장(酋長)이 포로로 잡아갔던 우리나라 사람을 돌려보내고, 우리 변경을 침범했던 왜적의 머리를 베어 바치면서 오직 통신사가 와주기를 간청하였다. 그러자 성상(聖上)께서 그의 공손한 것을 보아 특별히 그들의 청 을 들어 주셨다. 그리하여 신(臣) 황윤길(黃允吉) 및 신(臣) 김성일(金誠一)에게 명하 여 정사와 부사로 삼아 절월(節鉞)을 주어 보냈는데.......(중략) 뜰 아래서 하직하던 날 성상의 하교에 이르기를, “듣건대, 왜국의 중들이 제법 문자를 알고, 유구(琉球)의 사신들도 항상 왕래를 한다고 하니, 너희들이 만약 그들과 서로 만나서 글을 주고받는 일이 있을 경우에 글씨도 서투 름을 보여서는 안 될 것이다. 너희들은 유념하라.” 하였다. 명을 듣고는 황송해 하면서 서로 의논하여 왕명에 부응할 만한 자를 찾아 사자관 이해룡을 함께 보내 주기를 요청 하니, 상께서 그리하라고 하셨다.
대마도에 있을 때 현소(玄蘇)가 절에 걸 현판의 글씨를 써 주기를 요청하자, 이해룡이 곧바로 써서 주었더니, 현소가 보배로 삼아서 돌에 새기어 길이 전하고자 하였다. 근자 에 왜도(倭都)에 들어오자, 글씨를 구하는 자가 구름처럼 모여들어 숙소의 문앞이 시장 과 같았다.(중략) 이해룡이 이번 길에 써 준 것이 무릇 몇 장이 되는지 모를 정도였다.
(중략)
이해룡과 같은 자는 비록 나라를 빛낸 자라고 해도 괜찮을 것이다. 내가 차천로(車天 輅)와 함께 그 일을 직접 보았는데 한마디 말이라도 기록하지 않을 수 없다. (중략)
어여쁘다 네 성질이 착한데다 / 憐汝性氣良

순하디 순하여 비늘과 껍질이 없는 듯하구나 / 休休無甲鱗 (중략) 

손에다가 붓을 가지고서는 / 手持毛錐子 

글 쓰는 솜씨가 신묘한 지경에 이르렀네 / 爲藝亦妙臻 

조정에선 그 어떤 재주도 버리는 일 없어 / 朝家無棄才 

사자관의 관직을 그에게 주었네 / 名隷寫字人 

사대 문서 글씨 쓰는 직책에 있었으니 / 職書事大書 

홍무체의 글씨가 새로웠도다 / 洪武筆勢新 

작은 글씨는 터럭에다 새길 정도고 / 細字入秋毫 

큰 글씨는 은갈퀴와 비슷하였네 / 大字如鉤銀 (중략)

경인년 되던 그 해의 봄에 / 惟庚寅之春 

내가 일본으로 사신길 왔을 때 / 余行晹谷濱 

성주께서 나라 빛낼 생각하시어 / 聖主念華國 

너를 시켜 사신을 따르게 했네 / 命汝隨使臣 (중략)

왜인들이 비루한 건 사실이지만 / 蠻人雖鄙野 

앞 다투어 달려와서 그대 글씨 구하여 / 奔波乞其書 

만금보다 중히 여기네 / 重之萬金緡 

부채에다 써 준 글씨 이미 많은데 / 蒲葵題已遍 

편액 글씨 성문 위서 빛을 내도다 / 扁額照城闉 

오랑캐 땅 서울에선 종이 값이 오르고 / 夷都紙價高 

이름은 여러 사람들 입에 진동하였네 / 名字雷衆脣 

보는 자는 반드시 다 절을 하고 / 見者必加額 

두 손 모아 감사하다 말을 하누나 / 兩手謝諄諄(중략) 

내 알았느니 재주를 사랑하는 마음은 / 始知愛才心 

오랑캐나 중국이 모두 똑같은 줄을 / 乃與華夏均 

글씨를 작은 재주라 하지 말거라 / 無曰是小技 

또한 이웃 오랑캐를 감동케 했느니 / 亦可動蠻隣(후략)

<경천군 이해룡 사패지 송금비>는 조성 당시에는 경주이씨 사패지의 경계석으로 세워졌을 것으로 추정된다. 최초에 몇 기가 조성되었는지 알 수 없지만, 현재까지 2기가 발견된 바 있다. 진관동 산 25번지 북한산 둘레길에 위치한 송금비는 오랫동안 현 위치에 있었다는 주민들의 증언에 따라 현재 위치가 원위치로 추정되나, 두 번째 발견된 송금비는 10여년 전 홍수로 처음 노출되었던 것을 개울가로 이전했음이 확인된 바가 있으며(원 위치는 아닌 것으로 추정됨) 현재 소재가 불명하여 파악 중에 있다. 진관동 산 25번지에 위치한 송금비 현황은 다음과 같다.
이 비는 전면에 慶川君 賜牌定界內 松禁勿侵碑(경천군 사패정계내 송금물침비) 즉 “경천군 에게 하사한 경계 내의 소나무를 베는 것을 금하니 들어가지 말라”라는 명문이 있으며, 후면에는 입비 시기가 새겨져 있다. 萬曆四十二年 甲寅十月(만력 42년 갑인 10월)라는 기록으로 보아 1614년에 세워진 비임을 알 수 있다.
이 송금비는 그동안 문헌상으로만 확인할 수 있었던 조선시대 임업정책의 실례를 방증하는 유물로서, 이 비를 통해 조선 태조 때부터 고종 때까지 일관되게 시행해왔던 오늘날의 자연 환경 보존정책이라고 할 수 있는 조선시대 송금 정책의 일면을 잘 살펴볼 수 있다. 비교적 원형을 잘 유지하고 있고, 이 비가 송금비로서는 전국적으로 유일한 사례이며 조선시대 임업사에서 중요한 유물이라는 점에서 시 기념물로 지정하여 보존할 필요가 있다.